# Potmarge

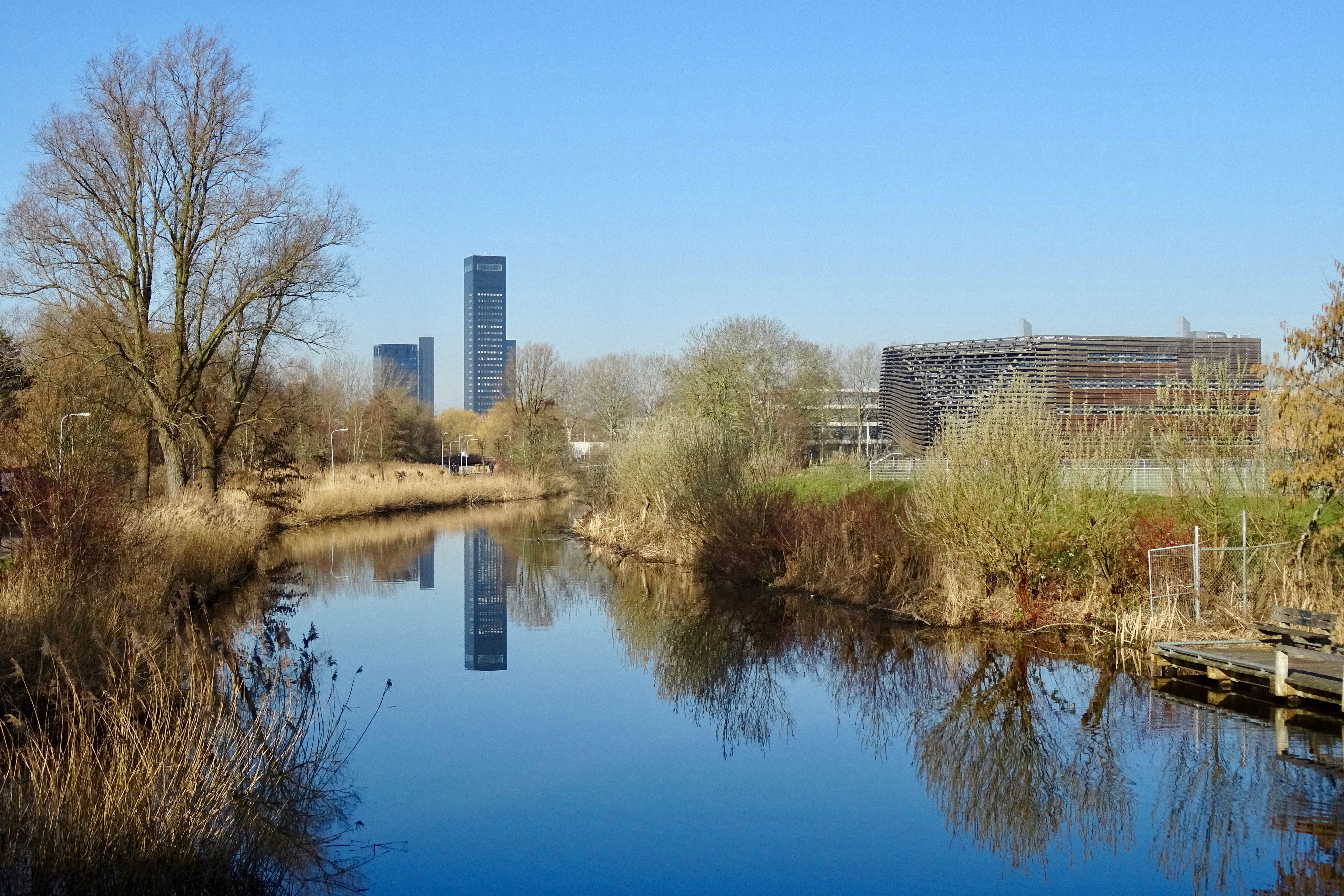
Potmarge (2019)

Die Potmarge ist ein schmaler Fluss in der friesischen Gemeinde Leeuwarden in den Niederlanden. Der Fluss bildete bis 1944 die Grenze zwischen der Stadt Leeuwarden und der benachbarten Landgemeinde Leeuwarderadeel. Er erstreckt sich von dem Fluss Greuns im Süden bis an den Stadtkanal Zuidergrachtswal in der leeuwarder Altstadt, die auf den Ufern der Flüsse Potmarge, Vliet und Ee zur Entwicklung gekommen ist.
Der Name Potmarge ist zuerst im 17. Jahrhundert belegt und leitet sich nach großer Wahrscheinlichkeit aus den Elementen Pot (Pfütze, Moorgraben) und einem mit Meer verwandten Wort mit der Bedeutung Wasser oder Gewässer ab.
1858 wurde die Potmarge im Auftrag des leeuwarder Gemeinderates ausgebaggert. In den 1860er Jahren wurden die Potmargebrücken verbessert und wurde der nördlichste Stromteil mit Kaimauern versehen. Obwohl der Strom eine große Bedeutung als Wasserweg erhielt, wurden auf den südlichen Ufern der Potmarge kaum neue Siedlungen errichtet. Dadurch bildet die Potmarge auch im 21. Jahrhundert eine grüne Zone in der sonst dicht besiedelten Stadt Leeuwarden. Nach der Eröffnung des Neuen Kanals (niederländisch: Nieuwe Kanaal) 1895 verlor die Potmarge als Verbindungsweg ihre Bedeutung. Ende des 20. Jahrhunderts war sie durch ihre geringe Breite und Tiefe größtenteils nicht für Wasserverkehr geeignet. Während des Jahres 2000 wurde sie jedoch ausgebaggert und dadurch wieder befahrbar gemacht.